# Tandslet Kirke
Tandslet Kirke ligger midt på det sydlige Als.
Kirken er opført ca. 1200. Der er tale om en såkaldt kullet kirke, dvs. uden tårn, i romansk stil. De oprindelige dele er skib, kor og apsis – sidstnævnte er dog måske lidt yngre – mens sakristi og våbenhus er blevet føjet til på et senere tidspunkt i middelalderen.
Tagrytteren, hvor der hænger en lille klokke, stammer fra 1746. Klokken blev skænket til kirken af sognepræsten Matthias Stenlås – kirkens præst 1699-1759 – og har indskriften: "Soli deo gloria". Den fungerer i dag i forbindelse med det ur, der blev anbragt på tagrytteren i 1934. I sakristiet findes en piscina til udhældning af dåbsvandet, når det blev skiftet.
Et klokkehus er anbragt øst for kirken og stammer sandsynligvis tilbage fra middelalderen og er første gang omtalt i 1589. Den blev restaureret i 1977. I klokkestablen hænger to kirkeklokker fra henholdsvis 1887 og 1922. Den ældste – og mindste – har en indskrift fra Sl 107,1:
Takker Herren thi han er god

Og hans miskundhed er evindelig
Den større klokke – 520 kg – erstattede en ældre, der i 1917 blev nedtaget og omsmeltet til krigsmateriel. Inskriptionen er her et vers af Helge Rode:
Jeg ringer Haab ved dagens Daab

Jeg ringer Fred naar Sol gaar ned
Indvendigt er kirken udsmykket med en række senmiddelalderlige kalkmalerier. Der er bl.a. en domsscene i koret, og over prædikestolen er der malet fire adelsvåben, hvoraf det ene – en ørn med stjernehoved – tilhører junkerslægten Lund, der hørte hjemme på Tandsgård i Tandslet. De øvrige er ikke identificerede, men ved et af dem ses årstallet 1480.
Prædikestolen er fra 1575, mens den tilhørende lydhimmel er fra 1680. Altertavlen er forsynet med et maleri af Jes Jessen (1743-1807), læremester for C.W. Eckersberg. Det stammer fra 1798 og motivet er Jesus i Getsemane Have. Til venstre for korbuen hænger et krucifiks, der er lavet af Jes Lind fra Øster Åbølling i Roager Sogn. Det er en gave fra Degn Palmus og hustru, der skænkede det til kirken til erindring om deres to døde sønner: Knud, der døde som sømand i 1909, og Heinrich, der som løjtnant faldt i 1916 ved Commencourt i Frankrig. En inskription på krucifiksets bagside daterer det til Langfredag, 6. april 1917.
Orgelet er fra 1863 og fremstillet af Marcussen & Søn, mens pulpituret er fra 1840'erne.
Kirkens to votivskibe er modeller af Freya – fra 1876 – og skoleskibet Danmark.
På kirkegården findes der en mindesten de 42 fra sognet, der faldt i 1. verdenskrig. Der er også en mindre mindesten for de fire danske soldater, der i forbindelse med 2. Slesvigske Krig i 1864 døde på et lazaret i Tandslet.
- Tandslet Kirke
- Tandslet Kirke
- Klokkehuset ved Tandslet Kirke
- Tandslet Kirke med klokkehuset